# Pensament de dissenyador
El pensament de dissenyador (o Design thinking, en anglès) es refereix a l'acte de dissenyar activitats cognitives específiques que els dissenyadors apliquen durant el procés de disseny.
El pensament de dissenyador és una metodologia no exclusiva per dissenyadors, que ajuda les persones a entendre i desenvolupar maneres creatives per solucionar un assumpte específic, generalment el negoci.

## Orígens del terme
La idea de disseny com a "manera de pensar" en les ciències poden ser traçades a Herbert Un. El 1969 llibre de Simon Les Ciències de l'Artificial, i dins de l'enginyeria de disseny a Robert McKim 1973 Experiències de llibre en Pensament Visual. Peter Rowe, 1987 Disseny de llibre Pensament, el qual va descriure els mètodes i les aproximacions que van utilitzar per arquitectes i planificadors urbans, era un ús primerenc significatiu del terme en la literatura de recerca del disseny. Rolf Faste Expandit treballava a McKim a Stanford Universitat en el 1980s i 1990s, ensenyant "pensament creatiu com a mètode d'acció creativa." El pensament creatiu va ser adaptat per propòsits empresarials per Faste Stanford col·lega David M. Kelley, qui va fundar IDEO dins 1991.

## Pensament basat en la solució
El pensament creatiu és un mètode formal de resolució pràctica, creativa de problemes i creació de solucions, amb la intenció d'un resultat futur millorat. Pel que fa a això és una forma de solució-basat, o solució-pensament enfocat que comença amb un objectiu (una situació futura millor) en comptes de solucionar un problema específic. Per considerar ambdues condicions presents i futures i paràmetres del problema, les solucions alternatives poden ser explorades simultàniament. Nigel Cross va afirmar que aquest tipus de pensament més sovint passa en el construït, o artificial, entorn (mentre en artefactes).
Aquesta aproximació difereix del mètode científic analític, el qual comença definint tots els paràmetres d'un problema per crear una solució. Pensament de disseny identifica i investiga amb aspectes coneguts i ambigus de la situació actual per descobrir paràmetres amagats i camins alternatius oberts que poden dirigir a l'objectiu.

## Pensament creatiu dins de l'educació
El pensament creatiu ha estat suggerit per ús en escoles en una varietat curricular, així com per diversos espais i sistemes escolars.
El pensament creatiu dins l'educació típicament agafa tres formes: ajudar els administradors escolars a buscar solucions tot basant-se en els problemes, a desenvolupar lliçons més creatives, i posar en marxa habilitats de pensament creatiu.
A més d'enriquir el currículum i millorar les perspectives de l'estudiant, el pensament creatiu pot també beneficiar als educadors. Els investigadors han proposat que el pensament creatiu pot preparar els educadors per integrar la tecnologia a l'aula.
El pensament creatiu cada cop està sent més reconegut pels educadors. "Gran part dels sistema educatiu actual guia els estudiants a trobar les respostes correctes per omplir els buits de les proves estandarditzades, ja que aquest tipus d'instrucció facilita l'avaluació racionalitzada per mesurar èxit o fracàs... És fonamental que, especialment en els centres educatius poc afavorits, aquest model d'aprenentatge no continuï prevalent. Els estudiants necessiten les habilitats i les eines per participar activament en una societat on els problemes són cada cop més complexos i comprendre'ls d'una manera matisada és vital."